# Операція «Нескорена свобода» — Африканський ріг
Операція «Нескорена свобода» — Африканський ріг (англ. Operation Enduring Freedom – Horn of Africa (OEF-HOA)) — військова операція міжнародних коаліційних сил під проводом США, що проводиться; одна зі складових частин операції «Нескорена свобода», що проводяться під егідою «глобальної війни проти тероризму», спрямована на ліквідацію воєнізованих угруповань радикальних ісламістів та піратства на території країн Африканського рогу та в Аденській затоці. Офіційною зоною проведення операції оголошені: Сомалі, Судан, Джибуті, Ефіопія, Еритрея, Кенія та Сейшельські острови. Поза межами зони відповідальності у сферу інтересів коаліційних сил входять Маврикій, Ліберія, Руанда, Уганда, Танзанія та Коморські острови.
До жовтня 2008 року операція проводилась під керівництвом Європейського Командування Збройних сил США, доки не перейшло під юрисдикцію Африканського Командування американських збройних сил. Основним військовим компонентом коаліційних сил є Об'єднана міжнародна оперативна група «Африканський ріг» (англ. Combined Joint Task Force — Horn of Africa (CJTF-HOA), на яку покладаються завдання щодо імплементації планів застосування визначеного угруповання військ. 5-й флот США має у своєму підпорядкуванні багатонаціональну 150-ту Об'єднану оперативну групу (англ. Combined Task Force 150 (CTF-150), що утворює військово-морську компоненту сил, які залучаються до операції «Нескорена свобода» — «Африканський ріг». Загалом сили, задіяні в операції, мають 2 000 військовослужбовців американських Збройних сил та країн-союзників і партнерів.